# اوریان ویکاندر
اوریان ویکاندر (به سوئدی: Örjan Wikander) (زادهٔ ۶ ژوئیه ۱۹۴۳) تاریخ‌دان متخصص در تاریخ باستان و باستان‌شناس سوئدی است. تمرکز پژوهشی او بر روی فناوری آبی باستانی، کاشیکاری بام‌ها در عهد باستان، تاریخ اجتماعی روم باستان و نیز باستان‌شناسی و بررسی سنگ‌نبشته‌های اتروسکی است. تا سال ۲۰۱۱ میلادی شمار کتاب‌های پژوهشی، مقاله‌ها و بازنگری‌های او بالغ بر ۱۲۰ می‌شده‌است.